# Gustavo Ruiz de Grijalba y López Falcón
Gustavo Ruiz de Grijalba y López Falcón († 1929), fou un polític espanyol, diputat a les Corts Espanyoles durant la restauració borbònica.
Fill de Jacinto María Ruiz e Ibarra, marquès de Grijalba, títol que heretà en morir el seu pare el 1909.
Fou diputat pel Partit Conservador pel districte de Vilademuls a les eleccions generals espanyoles de 1891, 1893, 1899, d'on seria desbancat finalment per Luis Canalejas Méndez, germà del líder liberal José Canalejas y Méndez i pel de Santa Coloma de Farners a les eleccions generals espanyoles de 1903, que va disputar al jurista liberal Ramiro Alonso Padierna de Villapadierna. El 1899 comença a editar la Revista General Internacional.
També fou senador per la província de Pontevedra el 1907-1908, per la província d'Almeria el 1914-1915, 1916-1917, 1918-1919, 1919-1920, 1921-1922 i per la província d'Albacete el 1923.